# Shad Begum
Shad Begum est une travailleuse sociale et une défenseuse pakistanaise pour les droits des femmes. Elle naît en 1979 à Talash, dans le district de Dir (en) au Pakistan. Elle est la fondatrice et directrice exécutive de l'Association pour le Comportement et la Transformation des Connaissances. Elle propose aux femmes une formation politique, le microcrédit, une éducation de base et des services de santé, dans l'une des régions les plus conservatrice du Pakistan.
Elle reçoit, en 2012, de la part du département d'État des États-Unis, le prix international de la femme de courage.

## Source
- (en) Cet article est partiellement ou en totalité issu de l’article de Wikipédia en anglais intitulé « Shad Begum » (voir la liste des auteurs).